# القوة الضاربة (مسلسل كرتوني)
القوة الضاربة مسلسل رسوم متحركة أمريكي من إنتاج شركة روبي-سبيرز وبرودكشن ريد عام 1995 . والمسلسل يتكون من 26 حلقة وتمت دبلجة المسلسل بالعربية .ستوديو العنود alanoodpro.com/SubPage.aspx?PageId=3

## روابط خارجية
- Official Website (via Internet Archive)
- القوة الضاربة على موقع IMDb (الإنجليزية)
- القوة الضاربة على موقع كينوبويسك (الروسية)
- القوة الضاربة على موقع قاعدة بيانات الفيلم (الإنجليزية)
- القوة الضاربة (مسلسل كرتوني) at تي في تروبس  [لغات أخرى]‏